# Ламса
Ламса — река в России, протекает в основном по Костромской области, исток находится в Вологодской области. Устье реки находится в 15 км по левому берегу реки Сельма. Длина реки составляет 20 км, площадь водосборного бассейна — 76,8 км².
Ламса берёт исток в Междуреченском районе Вологодской области северо-западнее посёлка и станции Ламса в 18 км к северо-западу от Солигалича. По Вологодской области течёт только первые несколько сот метров, прочее течение проходит по территории Солигаличского района Костромской области. Течёт на юго-восток, перед устьем резко поворачивает на запад.
На берегах реки расположены деревни Высоково, Жирослево, Малая Ламса. Впадает в Сельму у деревни Ягодино в 7 км к северо-западу от Солигалича. Крупных притоков нет.

## Данные водного реестра
По данным государственного водного реестра России относится к Верхневолжскому бассейновому округу, водохозяйственный участок реки — Кострома от истока до водомерного поста у деревни Исады, речной подбассейн реки — Волга ниже Рыбинского водохранилища до впадения Оки. Речной бассейн реки — (Верхняя) Волга до Куйбышевского водохранилища (без бассейна Оки).
Код объекта в государственном водном реестре — 08010300112110000011758.